# 국립 상트페테르부르크 폴리테크닉 대학교
국립 상트페테르부르크 폴리테크닉 대학교(Санкт-Петербургский политехнический университет Петра Великого)는 러시아 레닌그라드주 상트페테르부르크에 있는 4년제 국립 이공과학대학교이며 1899년에 첫 개교하였다.